# Trient 1475. Geschichte eines Ritualmordprozesses
Trient 1475. Geschichte eines Ritualmordprozesses ist eine historische Studie von Ronnie Po-Chia Hsia. Die Originalausgabe erschien 1992 unter dem Titel Trent 1475: Stories of A Ritual Murder Trial. 1997 erschien die Übersetzung von Robin Cackett im S. Fischer Verlag.
Ronnie Po-Chia Hsia behandelt in diesem Werk das traurige Schicksal einer jüdischen Gemeinde in Trient im Jahr 1475 und zeigt auf, wie ein Mythos entstand. Die jüdischen Anwohner von Trient wurden des Ritualmordes angeschuldigt, nachdem ein christlicher Junge namens Simon von Trient am Ostersonntag tot im Keller einer ihrer Haushalte aufgefunden wurde. Alle maßgeblichen Personen waren bereits von Anfang an von der Schuld der Juden überzeugt und machten Simon zum Märtyrer.

## Erkenntnisinteresse
Ronnie Po-Chia Hsia erkennt zwei zentrale Motive in der Tragödie von 1475, die er im Kontext des spätmittelalterlichen Antisemitismus genauer betrachten möchte. Einerseits den Zusammenhang zwischen der Konstruktion christlicher Identitäten und judenfeindlichen Vorstellung; andererseits die Annäherung der Tendenzen in den Handlungen der weltlichen und kirchlichen Autoritäten und der judenfeindlichen Darstellungen, die die Eliten und das Volk hervorbrachten.S. 23–24
Hsia basiert sein Werk auf elf teils vollständigen, teils partiellen Abschriften von Prozessakten. Zwei sind auf Deutsch und elf in Latein geschrieben. Darunter ist auch das deutsche Yeshiva-Manuscript von 1478 oder 1479 über den Ritualmordprozess in Trient. Es bildet das Kernstück seiner Studie und befindet sich seit 1988 im Archiv der Yeshiva University.S. 179 Das Manuskript umfasst 614 Seiten und wurde während einer Kampagne zur Kanonisierung des „kleinen Märtyrers Simon“S. 15 in Auftrag gegeben. Es enthält ausgewählte Rechtsdokumente aus dem Ritualmordprozess. Diese sind judenfeindlich, voller Widersprüche und Unstimmigkeiten.S. 13–22
Hsia geht chronologisch vor und rekonstruiert das Geschehen anhand der Darstellung der fünf verschiedenen Stimmen aus dem Manuskript. Dabei handelt es sich um die christlichen Zeugen, die Autoren-Herausgeber, die Juden und Jüdinnen (15 Männer und vier Frauen), die Richter und den Schreiber. Er beginnt mit einer ausführlichen historischen Kontextualisierung der Region.S. 18
István M. Szijárto ordnet das Werk der angelsächsischen Mikrogeschichte zu. Gemäß Szijárto fokussiere diese mehr und mehr auf einen spezifischen Fall und lasse größere historische Zusammenhänge und ein weiterführendes Erkenntnisinteresse oft außer Acht, weshalb deren Zuordnung zur Mikrogeschichte kontrovers diskutiert wird. Gemäß Otto Ulbricht sind zwei Aspekte kennzeichnend für ein verbreitetes amerikanisches Verständnis von Mikrogeschichte. Einerseits beschäftigt sie sich oft mit gewöhnlichen Menschen. Andererseits hat sie das Ziel, zu erzählen. Werke sollen für eine interessierte Öffentlichkeit attraktiv sein und so historisches Wissen verbreiten.

## Synopsis
Das Fürstbistum Trient bildete die südliche Grenze des Heiligen Römischen Reiches. Seit 1465 war Johannes Hinderbach der Bischof. Im 15. Jahrhundert wanderten zahlreiche deutschsprachige Bauernfamilien und Bergleute in Trient und im ganzen Tirol ein.S. 28 Auch die jüdische Gemeinde gehörte zu den Zugewanderten. 1461 ließen sich die ersten jüdischen Siedler in Trient nieder und begannen eine Gemeinde zu bilden, die 1475 etwa 40 Personen umfasste.S. 36
Nachdem die Leiche eines etwa achtjährigen Jungen namens Simon am Ostersonntag 1475 im Keller einer jüdischen Familie gefunden wurde, machte man die Juden und Jüdinnen von Trient für seinen Tod verantwortlich.S. 58 Die judenfeindliche Stimmung entzündete sich laut Hsia vermutlich bereits durch die Fastenpredigten des Bernhardin von Feltre. Der franziskanische Theologe kam an Ostern 1475 in die Stadt, wetterte gegen den Zinswucher der Juden und rügte die Christen für den Umgang mit ihnen.S. 49
Die Juden von Trient wurden kollektiv des Ritualmordes beschuldigt und in den Kerker des Buonconsiglio gesperrt. Der Richter wollte von den Juden ein Geständnis für den Mord an Simon und dafür, dass sie in jüdischen Riten christliches Blut verwenden würden. Das Urteil des Richters stand jedoch unabhängig von den Geständnissen von vornherein fest. Durch Folter wurden die Juden schließlich zu einem Geständnis gezwungen.S. 60 Der päpstliche Stuhl schickte einen Gesandten zur Investigation, dies verzögerte die Urteilsverkündung, hielt sie jedoch nicht auf.S. 81
Die Prozesse gegen die Frauen und Diener durfte nicht weitergeführt werden, die anderen wurden jedoch wieder aufgenommen.S. 91 Zwischen dem 21. und 23. Juni 1475 wurden neun Männer auf dem Hinrichtungsplatz jenseits des Stadttores bei lebendigem Leib verbrannt. Zwei der Verurteilten baten angesichts der Qualen ihrer Glaubensbrüder um die Taufe, in der Hoffnung, ihr Leben zu retten. Sie wurden zwar getauft, jedoch am gleichen Tag geköpft und anschließend verbrannt.S. 98–99
Geradezu besessen von der Idee der Kanonisierung des ’Klein Simon’ stachelte der Fürstbischof von Trient Johannes Hinderbach die judenfeindlichen Gewaltausbrüche an. Alle mit Rang und Namen in Trient nahmen die Vernichtung der Juden als selbstverständlich hin oder wirkten gar an ihr mit.S. 101–103 Auch wenn einige den Umgang mit den Juden missbilligten und versuchten, dem Unrecht Einhalt zu gebieten, waren sie doch weit weg und weniger entschlossen, wie ihre Gegner. Darunter waren Erzherzog Sigismund, der Doge von Venedig, Papst Sixtus IV. und vor allem der von diesem eingesetzte päpstliche Gesandte Baptista Dei Giudici.S. 111–112
Durch ein Schreiben von Siegmund wurden die Zuständigen bevollmächtigt, die bis dahin verschonten Männer und Frauen in einer zweiten Prozesswelle im Sommer 1475 zu verhören.S. 113 Anfang 1476 kam es zu weiteren Hinrichtungen. Zwei Juden wurden durch den Galgen umgebracht. Einer wurde als ’Dieb’, ’Christenblutesser und -trinker’, ’Vergifter’, ’Verräter’ und ’Feind Christi’ auf das Rad geflochten und dann verbrannt.S. 129–140
1476 sandte Papst Sixtus IV. auf Grund der Berichterstattung seines Gesandten Baptista eine klare Warnung an Bischof Hinderbach: Er solle die Frauen und anderen Gefangenen aus dem Kerker befreien und an einen sicheren und nicht unerträglichen Ort bringen. Hinderbach leistete dem Folge und mit dem Ende der Prozesse gegen die jüdischen Frauen, kam es zur dramatischen Wende. Eine Kardinalskommission (ein Gremium bestehend aus Kardinälen) wurde einberufen und Hinderbachs Verhalten im Ritualmordprozess wurde untersucht.S. 155
Der „Simonskult“S. 172 verbreitete sich in vielen Gemeinden in Norditalien und Süddeutschland. 1588 verlieh Papst Sixtus V. dem Lokalkult die offizielle Weihe. der Tod des „unschuldigen Kindleins“S. 172 wurde bis weit ins 17. Jahrhundert in Gedichten, Gemälden und ikonischen Darstellungen in Stein feierlich nacherzählt. Tatsächlich wurde er erst nach dem Zweiten Vatikanischen Konzil durch ein päpstliches Dekret offiziell abgeschafft.S. 172–174
„Über Jahrhunderte legten diese Bilder ebenso wortlos wie beredt Zeugnis ab von den offiziellen Geschichten über Simon […] und die Juden von Trient. Heute haben sie ihre Zauberkraft verloren und sind wieder zu Stein geworden.“S. 176

## Rezeption

### Lob
Die Kritiker des Werkes lobten besonders Hsias Umgang mit den Quellen und seinen Beitrag zum Verständnis der Mythosbildung. Julius H. Schoeps bezeichnet Hsias gesamte Erzählung der Geschichte des Ritualmordprozesses als schlichtweg brillant. Christopher R. Friedrichs von der University of British Columbia lobt Hsias akribische Forschung in den lokalen Archiven und seine aufwendig detaillierte Rekonstruktion spezifischer Gerichtsverhandlungen in Endingen, Regensburg und Worms. Friedrichs nennt Hsias Werk einen überzeugenden Versuch, den Trend der scharfen Zunahme der Ritualmordgerichtsverhandlungen in Mitteleuropa im späten 15. und frühen 16. Jahrhundert und der starken Abnahme ab Mitte des 16. Jahrhunderts zu erklären. Gemäß Friedrichs beleuchtet Hsia die vertraute Interaktion von Gerichtsverfahren mit religiösen Vorurteilen in einem neuen Kontext. Das Werk wirft laut Friedrichs für Interessierte wichtige Fragen zum Verhältnis von Kirche und Staat in der Frühen Neuzeit auf.
Gemäß Volker Hunecke von der Technischen Universität Berlin gelang es Hsia insbesondere aufzuzeigen, wie räumlich und zeitlich weit auseinander liegende Beschuldigungen von Übergriffen gegen Juden miteinander zusammenhängen. Laut Thomas Robisheaux von der Duke University dient das Buch als Beitrag zum Verständnis von Mythosbildung und der Geschichte des Antisemitismus.

### Kritik
Mehrere Rezipienten kritisieren unterschiedliche Punkte an Hsias Werk. Britta Schmid kritisiert in der Frankfurter Allgemeinen Zeitung, das Werk setze einiges Wissen über das 15. Jahrhundert voraus. Sie bemängelt die für Laien fehlende Einleitung über die Ursachen des religiös und wirtschaftlich motivierten Judenhasses. Gemäß Schmid fehlt der Rückblick auf die im 13. Jahrhundert von der Kirche programmatisch betriebene Ausgrenzung der Juden.
Christine Magin von der Forschungsstelle Greifswald der Akademie der Wissenschaften zu Göttingen und Falk Eisermann vom Institut für Bibliotheks- und Informationswissenschaft (Berlin) bezeichnen Hsias Werk als selektiv, geografisch unzuverlässig und methodisch fragwürdig. Auch Robisheaux kritisiert Hsias Methode. Er bemängelt den Verzicht auf anthropologische Theorien über rituelle Glauben und Praktiken. Dies könnte gemäß Robisheaux zu den Schwierigkeiten beigetragen haben, auf die Hsia stößt, den Mythos in den Kontext der lebhaften Debatten über Ritualverhalten in dieser Periode zu stellen. Hsia habe laut Robisheaux theoretische Erkenntnisse aus der poststrukturalistischen Literaturtheorie gewonnen. Diese hätten Hsia beim Aufzeigen der Vernetzung von Recht, Literatur und Populärkultur helfen können. Tatsächlich war der Effekt jedoch nach Robisheaux, den Diskurs über Ritualmord von der Gemeinschaft, Leben und Kultur als Ganzes zu trennen.
Die Lesenden haben gemäß Robisheaux keinen Zugang zu Motiven und Verhaltensweisen der Personen hinter der Sprache, welche Hsia in seinem Buch verwendet. Robisheaux räumt ein, dass dies auf Grund der Art der Quelle ein nachvollziehbares Problem sei.
Des Weiteren erachtet Robisheaus Hsias Antworten auf die Fragen, was einem Mythos Bedeutung und Legitimation verschafft und wie ein Mythos in Frage gestellt wird, als nicht immer überzeugend. Hsias Aussage, die Reformation habe mit ihrer Haltung zur ’Magie’ zur Abnahme der Popularität und Verbreitung des Ritualmordmythos geführt, sei zu vereinfachend. Der protestantische Angriff auf die ’Magie’ in Deutschland war gemäß Robisheaux ein mehrdeutiger und verwirrender Vorgang. Hsia habe eine ganze Menge von anderen ’magischen Überzeugungen’ und Praktiken nicht effektiv herausgefordert. Robisheaux vermutet, der Untergang des Mythos war eher Teil einer breiten kulturellen und religiösen Bewegung über rituelles Verhalten. Religiöses Gedankengut und rituelles Verhalten müsse im Allgemeinen, generell erforscht werden. Robisheaux findet es unglaubwürdig, dass der Mythos des Ritualmords sich in dem Moment in unwiderruflichem Rückgang befunden habe, in dem andere über ’Hexen’, ’geistesgestörte Frauen’, ’Kriminelle’ und ’Indianer’, besser ausgearbeitet wurden.
Robisheaux hinterfragt zudem, dass Hsia seine Diskussion über die Eucharistiefrömmigkeit in diesem Teil des Buches fallen ließ. Speziell diesen Aspekt der christlichen Frömmigkeit erachtet Robisheaux als zentral für die beginnende Förderung des Mythos. Hsia hätte sich mit der Wirkung der protestantischen und katholischen Debatten über das Wesen der Eucharistie auf den Mythos des Ritualmordes beschäftigen sollen. So hätte die protestantische Herausforderung an die katholische Doktrin der Eucharistie laut Robisheaux möglicherweise zur Abnahme des Mythos des Ritualmordes beigetragen.

## Ausgaben
- Englische Originalausgabe: Ronnie Po-Chia Hsia: Trent 1475: Stories of A Ritual Murder Trial. Yale University Press, New Haven 1992, ISBN 0-300-05106-9.
- Deutsche Übersetzung: Ronnie Po-Chia Hsia: Trient 1475: Geschichte eines Ritualmordprozesses. Fischer, Frankfurt am Main 1997, ISBN 3-10-062422-X.